# Dicosmoecus atripes
Dicosmoecus atripes là một loài Trichoptera trong họ Limnephilidae. Chúng phân bố ở miền Tân bắc.